# Metopsia clypeata
Metopsia clypeata är en skalbaggsart som först beskrevs av Müller 1821.  Metopsia clypeata ingår i släktet Metopsia, och familjen kortvingar. Arten är reproducerande i Sverige.